# Centroglossa tripollinica
Centroglossa tripollinica es una especie de orquídea epifita originaria de Brasil.

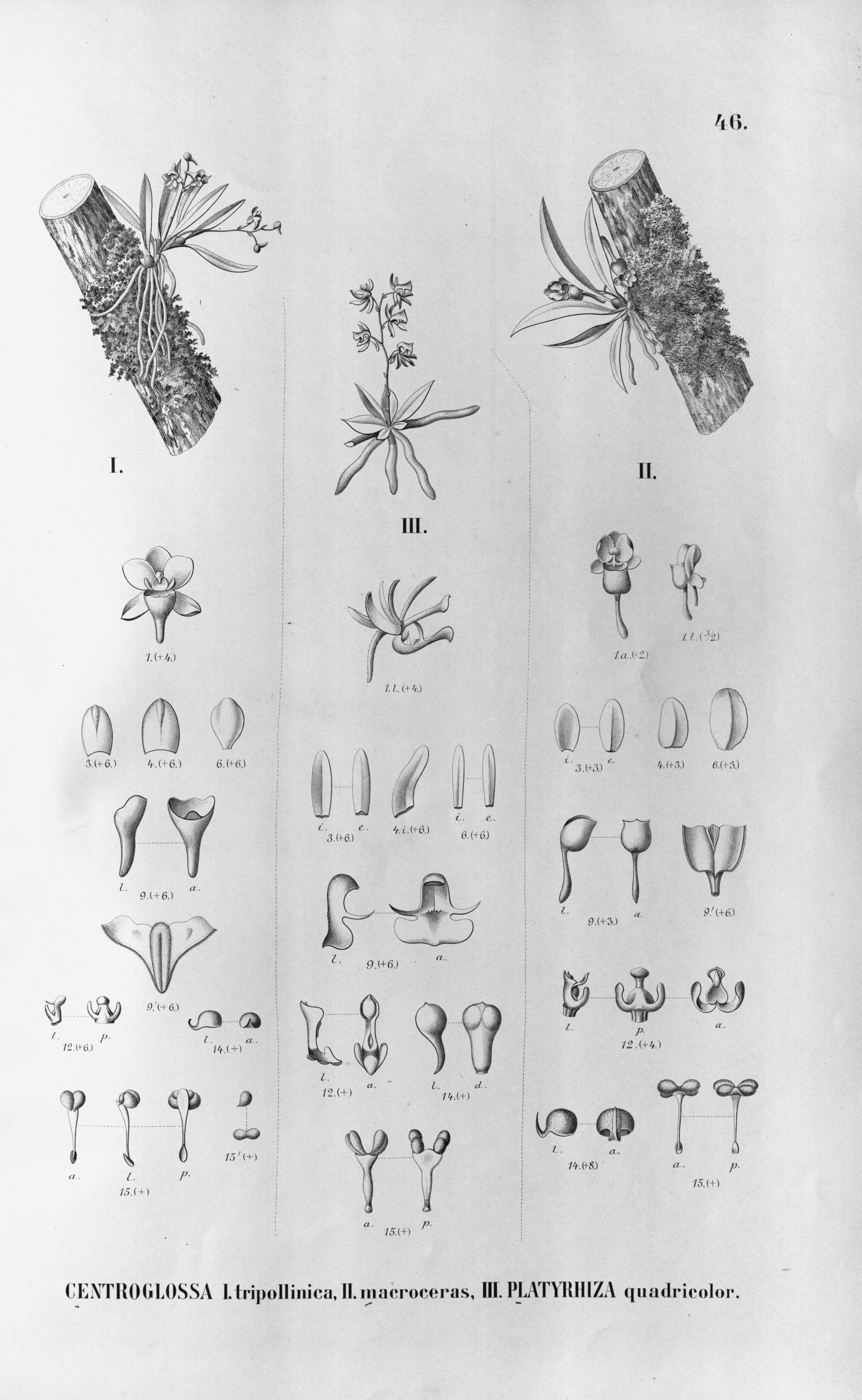
Ilustración

## Descripción
Es una orquídea de tamaño pequeño que prefiere el clima cálido. Tiene hábitos de epífita con pseudobulbos alargado-ovoides, que se convierte longitudinalmente en estriada con la edad, los pseudobulbos lateralmente comprimidos envueltos basalmente por 1 a 2 vainas y que lleva una sola hoja, apical, erecta, coriácea, linear-ligulada  de oblanceolado, aguda a acuminada, atenuada abajo en la  base peciolada. Florece en el otoño en una inflorescencia basal de 5 cm de largo, sinuosa ligeramente retorcida con pocas flores.

## Distribución y hábitat
Se encuentra en los estados  de Minas Gerais, Río de Janeiro y Sao Paulo  de Brasil.

## Taxonomía
Centroglossa tripollinica fue descrita por (Barb.Rodr.) João Barbosa Rodrigues   y publicado en Genera et Species Orchidearum Novarum 2: 235. 1881.
Etimología
Centroglossa: nombre genérico que proviene del griego kentron, = centro o espolón, y glossa = lengua, refiriéndose a  los labios de sus flores.
tripollinica: epíteto latíno que significa "con tres polinias".
Sinonimia
- Ornithocephalus tripollinicus Barb.Rodr.[1][3][4]